# Debbie Scerri
Deborah "Debbie" Scerri (Rabat, 1969) is een Maltees zangeres en presentatrice.

## Biografie
Scerri is vooral bekend vanwege haar deelname aan het Eurovisiesongfestival 1997. Met haar nummer Let me fly eindigde Malta op de negende plek. Ze was ook de eerste winnaar van de Barbara Dex Award, een prijs uitgereikt aan de slechtst geklede deelnemer aan het Eurovisiesongfestival. Na haar deelname aan het liedjesfestival ging ze zich toeleggen op het presenteren van televisieprogramma's.
1971: Joe Grech · 
1972: Helen & Joseph · 
1975: Renato · 
1991: Paul Giordimaina & Georgina · 
1992: Mary Spiteri · 
1993: William Mangion · 
1994: Chris & Moira · 
1995: Mike Spiteri · 
1996: Miriam Christine · 
1997: Debbie Scerri · 
1998: Chiara · 
1999: Times Three · 
2000: Claudette Pace · 
2001: Fabrizio Faniello · 
2002: Ira Losco · 
2003: Lynn Chircop · 
2004: Julie & Ludwig · 
2005: Chiara · 
2006: Fabrizio Faniello · 
2007: Olivia Lewis · 
2008: Morena · 
2009: Chiara · 
2010: Thea Garrett · 
2011: Glen Vella · 
2012: Kurt Calleja · 
2013: Gianluca Bezzina · 
2014: Firelight · 
2015: Amber · 
2016: Ira Losco · 
2017: Claudia Faniello · 
2018: Christabelle · 
2019: Michela · 
2021: Destiny Chukunyere · 
2022: Emma Muscat · 
2023: The Busker · 
2024: Sarah Bonnici · 
2025: Miriana Conte
- Gemeinsame Normdatei: 1208225111
- MusicBrainz: c9916ec5-6a8b-47c6-88b0-ea36709448bc
- Virtual International Authority File: 107699840